# Малодолинське
Малодоли́нське (нім. Kleinliebenthal) — село в Україні, у Чорноморській міській громаді Одеського району Одеської області. Населення — 3177 осіб.

## Історія
Село засновано як німецьке поселення під первинною назвою — Клайнлібенталь (від нім. — Мала долина кохання). До 1 лютого 1945 року мало назву — Мала Аккаржа. Розташоване на узбережжі Сухого лиману, який раніше називався на честь цього поселення Клайнлібентальський лиман.
Станом на 1886 у німецькій колонії Клейн-Лібенталь Грос-Лібентальської волості Одеського повіту Херсонської губернії мешкало 2152 особи, налічувалось 162 дворових господарства, існували римо-католицька церква, ресторан, гідропатичне відділення та 2 винних погреба.
У незалежній Україні
12 червня 2020 року, відповідно до Постанови Верховної Ради та Розпорядження Кабінету Міністрів України № 720-р «Про визначення адміністративних центрів та затвердження територій територіальних громад Одеської області», село увійшло до складу Чорноморської міської громади.
13 грудня 2022 року рішенням Чорноморської міської ради перейменовані дві вулиці села Малодолинське. Назви змінені за рекомендаціями Експертної ради при Міністерстві культури та інформаційної політики України з питань подолання наслідків русифікації та тоталітаризму, висновками робочої групи з питань найменування (перейменування) вулиць та інших об'єктів топоніміки, які містять російське походження та результати громадського обговорення.

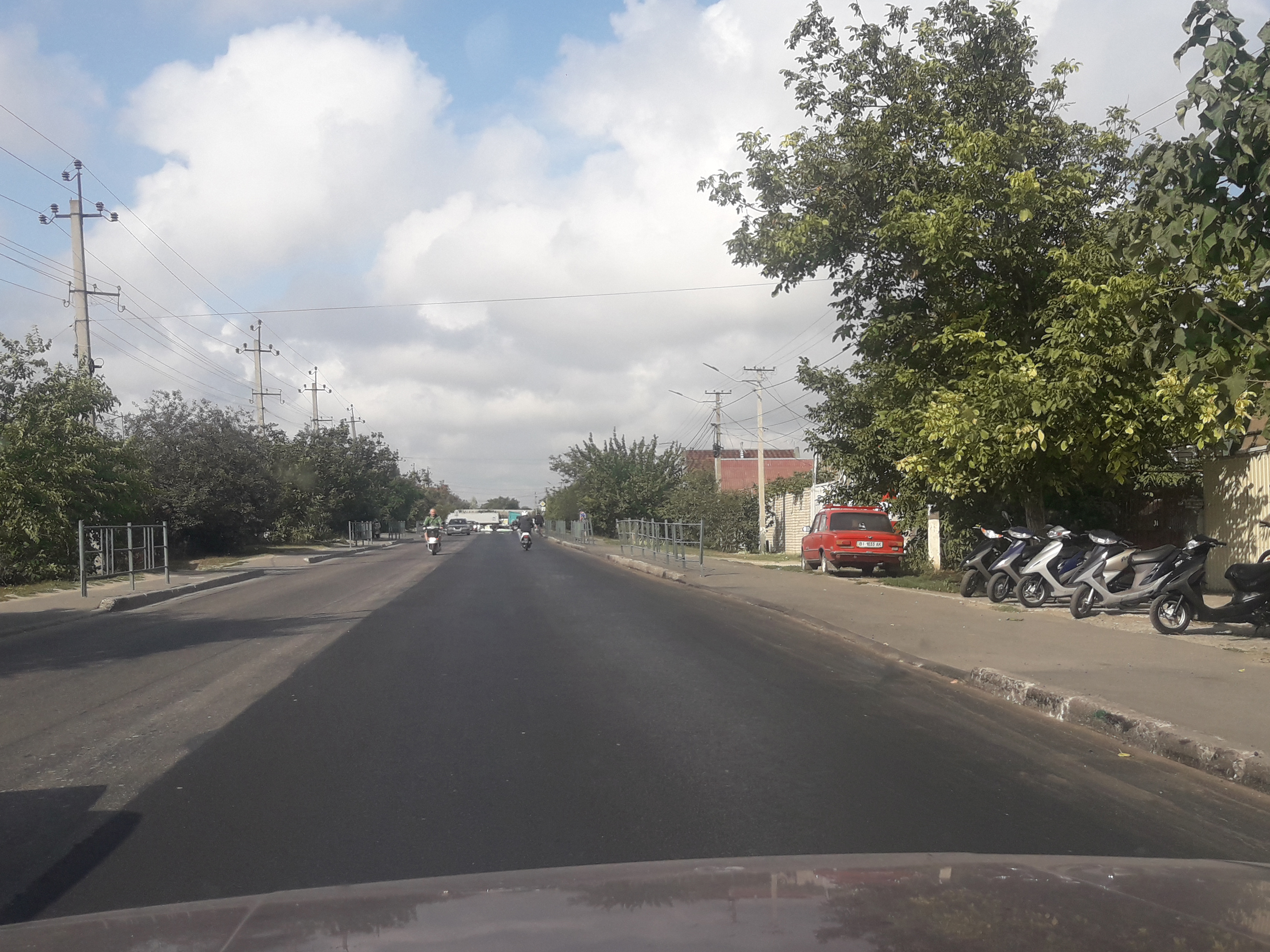
Вулиця Космонавтів - шлях на Олександрівку

| Попередня назва | Сучасна назва       |
| --------------- | ------------------- |
| вулиця Шмідта   | вулиця Культурна    |
| провулок Шмідта | провулок Культурний |

## Політика
Парламентські вибори (2019)
На позачергових парламентських виборах 2019 року в селі функціонували окремі виборчі дільниці № 511039 і 511040, розташовані у приміщенні школи і будинку культури відповідно.
Результати голосування:
- зареєстровано 2873 виборці, явка 47,65 %, найбільше голосів віддано за «Слугу народу» — 55,06 %, за «Опозиційну платформу — За життя» — 18,97 %, за Партію Шарія — 5,76 %[5]. У одномандатному окрузі найбільше голосів отримав Василь Гуляєв (самовисування) — 41,04 %, за Сергія Колебошина (Слуга народу) — 36,07 %, за Сергія Червачова (самовисування) — 10,77 %[6].

## Населення
За переписом населення 1989 року чисельність складала 3321 особа, з яких 1469 чоловіків та 1852 жінки.
За переписом населення 2001 року в селі мешкало 3325 осіб.

### Мова
Розподіл населення за рідною мовою за даними перепису 2001 року:
| Мова       | Відсоток |
| ---------- | -------- |
| українська | 53,38 %  |
| російська  | 45,48 %  |
| румунська  | 0,41 %   |
| білоруська | 0,16 %   |
| болгарська | 0,06 %   |

## Постаті
- Савінов Едуард Володимирович (1970—2016) — молодший сержант Збройних сил України, учасник російсько-української війни.